# Popeyes
Popeyes Louisiana Kitchen, Inc. är en amerikansk snabbmatskedja som säljer snabbmat inspirerad av cajunköket, främst friterade kycklingbitar men även amerikanska scones, bönrätter, coleslaw, efterrätter, friterade skaldjur, macaroni and cheese, majskolvar, pommes frites, potatismos och risrätter. År 2018 hade de totalt 3 102 restauranger, samtliga ägda av franchisetagare. Restaurangkedjan ägs av det kanadensiska holdingbolaget Restaurant Brands International.
Företaget grundades 1972 som Chicken on the Run i Arabi i Louisiana av Al Copeland i förhoppning om att kunna konkurrera med Kentucky Fried Chicken (KFC). Copeland beslutade relativt snart att byta namn på restaurangen och det nya namnet blev Popeyes Chicken and Biscuits men det varade bara till 1975 när Copeland bytte det igen, den här gången till Popeyes Famous Fried Chicken. 1990 hade Popeyes stora skulder och året efter tvingades man söka konkursskydd. 1992 beslutade några av fordringsägarna att grunda ett nytt holdingbolag med namnet America's Favorite Chicken Company, Inc. (AFC) och man lade in Popeyes tillsammans med konkurrenten Church's Chicken och senare skede bagerikedjan Cinnabon. I slutet av 2004 såldes både Church's Chicken och Cinnabon till nya ägare. Den 21 februari 2017 köpte det kanadensiska holdingbolaget Restaurant Brands International Popeyes för 1,8 miljarder $. I och med köpet bytte den namn till Popeyes Louisiana Kitchen för att hedra cajunerna och delstaten Louisiana samt att visa att cajunköket har mer att erbjuda än bara kyckling och amerikanska scones.
2018 hade Popeyes en total försäljning, företag och franchisetagare, på mer än 3,7 miljarder $. Huvudkontoret ligger i Miami i Florida.